# Govindas

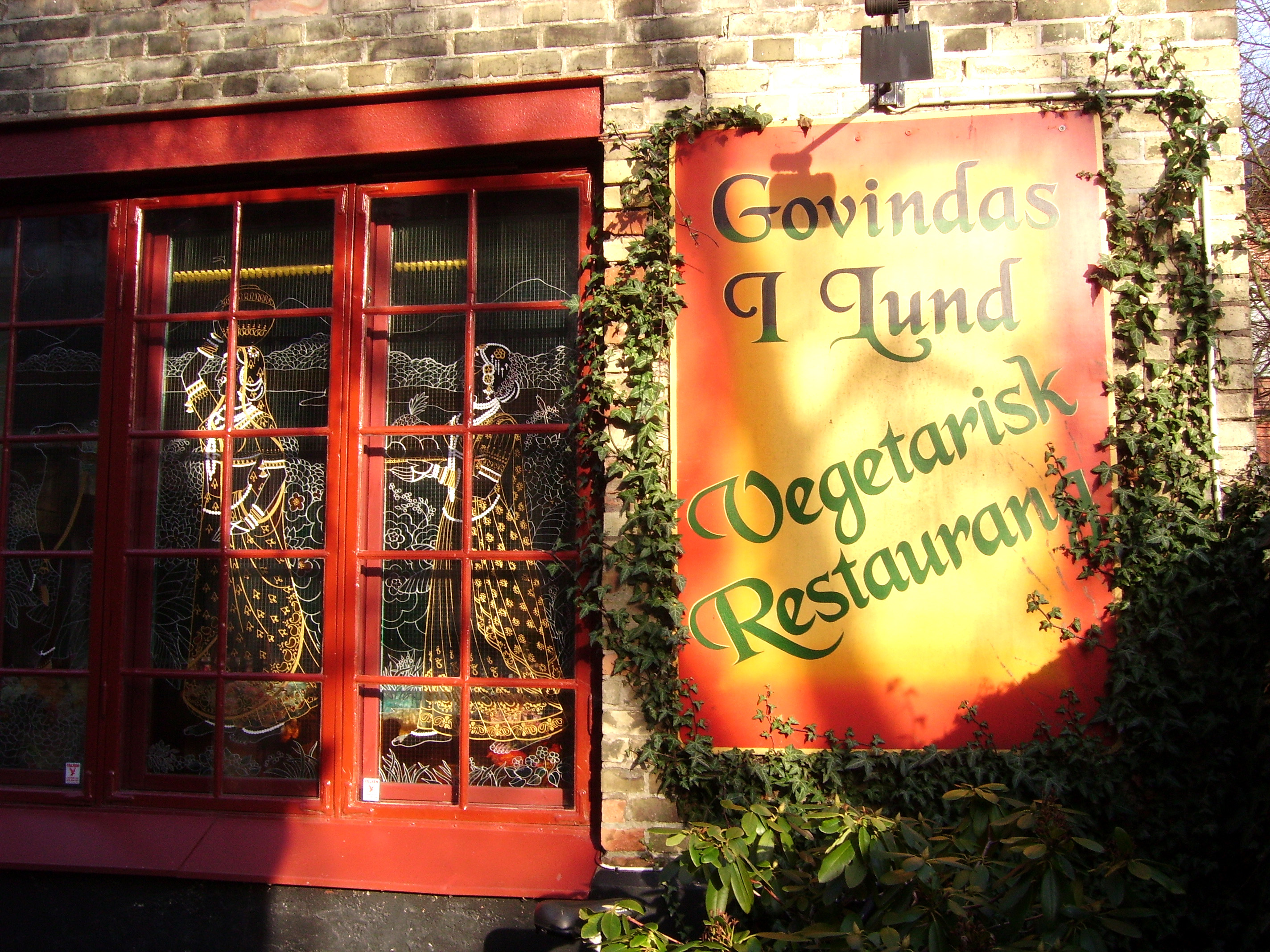
Govindas i Lund

Govindas eller Govinda's heter ett antal formellt oberoende restauranger i en tematisk kedja med anknytning till den internationella Krishnarörelsen. De serverar vegetarisk och vegansk mat enligt ayurveda.

## Geografisk spridning
Förutom i Sverige finns ett stort antal restauranger (somliga med namnet Govindas, andra med andra namn) i alla världsdelar; i Europa utöver Sverige bland annat i Dublin, Prag, London, Barcelona, Florens, Riga, Köln, Hamburg, Zürich, Wien och Oslo.
I Stockholm fanns en restaurang vid Fridhemsplan. I Lund finns det en lunchrestaurang på Bredgatan 28, strax nedanför Allhelgonakyrkan. I Göteborg ligger restaurangen på Karl Johansgatan i Majorna. Dessutom finns verksamhetscentra i bland annat Korsnäs gård i Botkyrka kommun och i Järna.